# Polski Związek Gimnastyczny
Polski Związek Gimnastyczny (PZG) – organizacja zrzeszająca polskich zawodników, trenerów i działaczy polskiej gimnastyki.
Składa się z trzech sekcji:
- ds. gimnastyki artystycznej
- ds. gimnastyki sportowej kobiet
- ds. gimnastyki sportowej mężczyzn

W skład PZG wchodzi osiem związków okręgowych: Pomorski, Małopolski, Warszawsko-Mazowiecki, Katowicki, Kujawsko-Pomorski, Wielkopolski, Dolnośląski i Zachodniopomorski.